# Эванс, Джон Роберт
Джон Роберт Эванс (англ. John Robert Evans; 1 октября 1929, Торонто, Онтарио, Канада — 13 февраля 2015, там же) — канадский врач и учёный, политический и общественный деятель, пионер в области общественного здравоохранения, высшего образования и инноваций, как в Канаде, так и на мировой арене.
Получив профессиональное медицинское образование в Торонтском и Оксфордском университетах и сменив несколько мест работы, Эванс был назначен деканом факультета наук о здоровье в Университете Макмастера. На этом посту Эванс создал принципиально новую модель обучения студентов с помощью программ, состоящих из рассмотрения конкретных случаев заболеваний пациентов, подогнав учебный план под личный темп усвоения материала учащимися. Данный подход, известный как «модель Макмастера», изучается в престижных образовательных учреждениях мира. Позже Эванс занял пост президента Торонтского университета, где выступал за доступность образования для малообеспеченных слоёв населения. После неудачного выставления своей кандидатуры на парламентских выборах 1978 года Эванс оставил политическую карьеру и поочерёдно возглавлял ведущие научно-исследовательские организации Фонда Рокфеллера и Всемирного банка, преуспев в развитии здравоохранения в слаборазвитых странах и внеся вклад в уменьшение младенческой смертности. Входил в руководящие советы и председательствовал в различных компаниях и фондах, занимавшихся биотехнологиями, инновациями и благотворительностью, обладатель почётных степеней многих университетов мира, удостоен званий компаньона Ордена Канады и кавалера Ордена Онтарио.

## Биография

### Молодые годы и образование
Джон Роберт Эванс был младшим из семи детей в семье Мэри и Уильяма Уотсона Эванса; перед ним родились Мэри, Уотсон, Гертруда, Гвендолин, Энн и Элизабет. Отец Джона, потомок выходцев из Уэльса, бывших первыми европейскими поселенцами в районе Оуэн-Саунда, и основатель инвестиционной компании Traders Finance, умер от сердечного приступа, когда его младшему сыну было два года. Мать Джона умерла от рака, когда ему было девять лет, после чего он остался на попечении старших сестёр и брата.
С 1939 по 1946 год Эванс учился в школах Торонтского университета (перескочив через два класса и поступив в сам университет в возрасте 16 лет), а в 1952 году получил степень доктора медицины Торонтского университета и был удостоен стипендии Родса. Во время учёбы он профессионально играл в канадский футбол, выступая с 1948 по 1951 год в качестве лайнмена за студенческую команду «Toronto Varsity Blues», а в последний год был её капитаном. Помимо этого он занимался баскетболом, хоккеем и водным поло, а также стал двукратным обладателем «Трофея Биггса» (1951, 1952), присуждаемого студентам Торонтского университета за успехи в области лёгкой атлетики. Во время занятий Эванс познакомился с Фрейзером Мустардом — учёным-медиком, своим будущим соратником. В 1955 году Эванс получил степень доктора терапии и кардиологии Оксфордского университета, защитив диссертацию по метаболизму витамина B12. В эти же годы, испытывая тягу к приключениям и обладая обострённым чувством гражданского долга, он проехал автостопом через послевоенную Италию, а также поработал в экипаже «Скорой помощи» в Нью-Йорке.

### Медицинская карьера и реформа медицинского образования
С 1955 по 1961 год Эванс проходил постдипломную подготовку в Торонто (Канада) и Лондоне (Великобритания), а также в Гарвардском университете (США), где в 1960—1961 годах был штатным учёным-исследователем. В 1958 году он стал членом Королевской коллегии врачей Канады, а в 1960 году — Американской коллегии врачей. С 1961 по 1965 год Эванс работал на факультете медицины Торонтского университета и врачом общего госпиталя Торонто.  В годы работы в Торонтском университете Эванс с единомышленниками разработали проект альтернативной образовательной программы с большим акцентом на практической стороне обучения. Эту программу они предложили в экспериментальном порядке ввести на базе Саннибрукского военного госпиталя в Торонто, но их инициатива была отклонена.
В 1965 году, в возрасте 35 лет, Эванс был назначен деканом и вице-президентом только что созданного факультета наук о здоровье Университета Макмастера. В этой должности он стал инициатором создания Медицинского центра университета Макмастера (в дальнейшем одного из ведущих больничных центров провинции Онтарио), к которому среди прочих привлёк будущего Гайрднеровского лауреата Дэвида Саккетта. Автором проекта нового центра стал известный канадский архитектор Эберхард Цайдлер. Также при Эвансе в Университете Макмастера была создана одна из первых в мире кафедр клинической эпидемиологии и биостатистики.
Однако главным вкладом Эванса в медицинское образование в качестве декана стала реформа самой системы преподавания. Вместо шаблонного подхода и тиражирования однотипных школ Эванс создал совершенно новую модель, начав вместо заучивания учебников знакомить студентов с практическими методами лечения с помощью учебных программ, ориентированных на реальных и конкретных пациентов. После начала первого курса программы в 1970 году студенты были сразу же прикреплены к больным, ставшими для них объектом изучения в рамках учебного плана, дававшего им некоторую свободу с учётом личного темпа усвоения материала. Помимо этого Эванс реформировал также процесс поступления на медицинский факультет, отказавшись от принятой раньше практики, согласно которой кандидаты должны были пройти многочисленные курсы точных и естественных наук до поступления. Его программа также приветствовала поступление студентов более зрелого возраста. Подобрав состав умелых педагогов, Эванс подготовил плодородную почву для профессионального роста квалифицированных кадров, выдвинувших факультет в авангард передовых учреждений медицинского образования. Впоследствии этот подход был назван «моделью Макмастера».
Когда в 1972 году Эванс ушёл из Университета Макмастера, его преемником на должностях декана и вице-президента медицинского факультета стал Фрейзер Мустард. В том же году Эванс сменил Клода Бисселла на посту президента Торонтского университета. Занять эту должность ему предложил бывший соученик, премьер Онтарио Билл Дэвис. В новой должности Эванс реформировал систему управления университетом: в то время как в других вузах того времени руководство было двухпалатным, Торонтский университет при Эвансе стал первым, где был внедрён однопалатный Совет директоров, в который входили выборные представители от студентов и выпускников. Также при Эвансе впервые вице-президентом университета стала женщина — Джилл Кер Конвей, будущий президент Смит-колледжа. В качестве одной из первых задач Эванса как президента университета был контроль над процессом продажи Коннахтской лаборатории, где впервые начали производить инсулин. На деньги, полученные от продажи лаборатории Корпорации развития Канады затем был основан Коннахтский фонд, ежегодно выделяющий на научные программы Торонтского университета 3,8 миллиона долларов. Эванс выступал против повышения платы за обучение, которое оттолкнуло бы от высшего образования семьи с низкими доходами, занимался преимущественно усилением экономии финансов и увеличением общественной подотчётности. Спустя несколько лет, в 1978 году, Эванса сменил на этом посту Джеймс Милтон Хэм.

### Политическая и общественная карьера
Находясь под впечатлением от достижений премьер-министра Канады Пьера Трюдо и намереваясь стать его преемником (в прессе его рассматривали как будущего федерального министра здравоохранения), Эванс выставил свою кандидатуру от Либеральной партии на парламентских довыборах 1978 года от округа Роздейл на место в Палате общин, однако потерпел поражение от бывшего мэра Торонто Дэвида Кромби.
После этого, в 1979 году, Эванс возглавил комиссию по вопросу о будущем школ общественного здравоохранения Фонда Рокфеллера, а несколько месяцев спустя стал одним из основателей и первым директором Департамента народонаселения, здравоохранения и питания Всемирного банка в Вашингтоне. Занимая этот пост до 1983 года, он внёс фундаментальный вклад в развитие программ здравоохранения в слаборазвитых странах и в заметное уменьшение младенческой смертности. В 1982 году Эванс вошёл в Совет директоров Фонда Рокфеллера, а с 1987 по 1995 год был его председателем, став первым канадцем в этой преимущественно американской организации.

### Деятельность в сфере инвестиций и бизнеса
После возвращения в Канаду, с 1983 по 1990 год, Эванс был председателем Allelix Biopharmaceuticals — первой биотехнологической компании Канады. Он руководил её преобразованием в публичную организацию и стратегическим объединением с «NPS Pharmaceuticals», с 2000 года стал вице-председателем NPS-Allelix Biopharmaceuticals. С 1993 по 2005 год он был председателем совета Torstar Corporation, а с 1995 по 2002 год — Alcan Aluminum Ltd.. С 1989 по 2005 год входил в совет «MDS», а с 1990 по 2000 год был председателем Благотворительного фонда Уолтера и Дункана Гордона.
В 1997 году по поручению премьер-министра Жана Кретьена Эванс стал основателем Канадского фонда инноваций, располагавшего первоначальным капиталом в размере 800 миллионов долларов, и был его директором до 2007 года. Это предприятие побудило Эванса активизировать работу в инновационной сфере, и в 2000 году он создал инновационный центр MaRS Discovery District в Торонто. За первые семь лет существования MaRS предоставил консультативные услуги более чем 2000 стартапов и непосредственно участвовал в создании 1500 рабочих мест в Канаде. В 2012 году семья Эванса пожертвовала в фонд центра MaRS 10 миллионов долларов, которые были направлены на создание лаборатории по мультидисциплинарной подготовке молодых канадских лидеров. С 2003 по 2005 год Эванс возглавлял Сеть по научному исследованию рака в Онтарио, а с 2005 года был председателем Института Онтарио по исследованию рака.

### Последние годы
Эванс возглавлял Национальный биотехнологический консультативный комитет Канады, Совет премьера Онтарио по вопросам здравоохранения, Международную комиссию по научным исследованиям в области здравоохранения в целях развития (1997—1998), Африканский медицинский исследовательский фонд в Канаде и консультативный комитет по международной политике в области здравоохранения и глобального управления The Pew Charitable Trusts (1988—1994). Он был членом Совета Института медицины Национальной академии наук США, Консультативного комитета по медицинским исследованиям Всемирной организации здравоохранения, Комиссии Пепина-Робартса по национальному единству, фонда «The Hospital for Sick Children» и Совета премьера Альберты по вопросам здравоохранения. В последние годы Эванс продолжал работать, но несколько отошёл от дел из-за болезни. На протяжении всей карьеры Эвансу как педагогу и учёному, шедшему в ногу со временем, самое большое удовлетворение приносила работа, включавшая в себя заботу о людях и наставничество над коллегами, а также общение с правительствами и международными организациями, обращавшимися к нему за советом.
После долгой борьбы с болезнью Паркинсона Джон Роберт Эванс скончался 13 февраля 2015 года, в возрасте 85 лет, у себя дома в Онтарио. После него остались жена, шесть детей, их жёны и мужья, а также 23 внука. Прощание с Эвансом прошло 26 февраля в Святой Церкви-на-холме в Торонто.

## Признание и награды
Введённая Эвансом «модель Макмастера», основанная на небольшом размере учебных групп, акценте на практическую работу и гибкости учебной программы в зависимости от личного темпа усвоения материала студентами, признана одной из величайших инноваций в медицине, и в настоящее время применяется на самых престижных медицинских факультетах мира. Председатель Медицинского совета Китая Чен в журнале Lancet сравнивает роль этой модели с отчётом Флекснера, произведшим революцию в североамериканской системе высшего образования во втором десятилетии XX века. Президент Торонтского университета Мерик Гертлер отметил в 2015 году:

Наследие доктора Эванса простирается далеко за пределы Торонтского университета и останется последующим поколениям. Он оказал огромное влияние на популяризацию в Канаде медицинского и высшего образования, на выдвижение Канады в число мировых лидеров в научных исследованиях и инновациях, на вопросы государственной политики и благотворительности в Канаде и за рубежом… Джона Эванса будут помнить не только как поборника передового опыта и инноваций, но и как восхитительного человека, сочетавшего в себе экстраординарную яркость с большой личной теплотой и неудержимым чувством юмора.
Оригинальный текст (англ.)Dr. Evans’ legacy extends well beyond the University of Toronto, and will endure for generations. He made a profound impact on the advancement of Canadian medical education and higher education, on Canada’s capacity for world-leading research and innovation, and on public policy and philanthropy in Canada and abroad… John Evans will be remembered not only as a champion of excellence and innovation, but also as a delightful man who combined extraordinary brilliance with great personal warmth and an irrepressible sense of humour.

Эванс был доктором юриспруденции Торонтского университета (1980) и Университета Калгари (1996), доктором права Университета Далхауси, Университета Макмастера и Йоркского университета (1972), Университета Куинс (1974), Университета Уилфрида Лорье (1975), Йельского университета (1978), Университета Калгари (1996), доктором наук Мемориального университета Ньюфандленда (1973), Альбертского университета (2005), Университета Лейкхид (2009), доктором гуманитарных наук Университета Джонса Хопкинса (1978), почётным профессором Университета Маастрихта (1981), почётным членом Университетского колледжа Оксфорда (1991), Колледжа Верхней Канады (2010), Лондонской школы гигиены (2002) и Королевской коллегии врачей, членом Канадской академии медицинских наук и Королевского общества Канады (1979) и магистром Американской коллегии врачей (1984). В 1987 году Эванс был введён в Зал футбольной славы Торонтского университета.
В 1978 году Эванс стал Компаньоном Ордена Канады, а в 1991 году — Членом Ордена Онтарио.
В 1992 году Эванс был награждён премией «Gairdner Foundation Wightman Award» «в знак признания его выдающегося мирового лидерства в области медицины и медицинской науки». В 2001 году он вместе с женой был награждён Канадским советом христиан и евреев. В 2002 году Эванс получил премию Фредерика Ньютона Гисборна Старра от Канадской медицинской ассоциации, и в том же году его именем была названа кафедра наук о здоровье Университета Макмастера.
В 2000 году Эванс был введён в Канадский зал медицинской славы, а в 2005-м — в Канадский зал славы бизнеса. В 2007 году он был удостоен Международной премии Генри Г. Фризена за исследования в области здравоохранения. В 2013 году в честь Эванса был назван фонд «John R. Evans Leaders Fund» Канадского фонда инноваций, предназначенный для оказания помощи молодым учёным и исследователям.

## Личная жизнь
Джон Эванс был женат на Гэй Гласско. Джон и Гэй познакомились в Торонтской городской больнице, где Гэй работала медсестрой, и поженились в 1954 году, после того, как Эванс окончил свою постдипломную практику как врач-кардиолог. Они вырастили шестерых детей: Дерека, Джилл, Уиллу, Тима (главу Департамента общественного здравоохранения Всемирного банка), а также близнецов Майкла и Марка (олимпийских чемпионов 1984 года по академической гребле).